# Autoroute A-8 (Espagne)
Pour les articles homonymes, voir A8 et Autoroute A8.

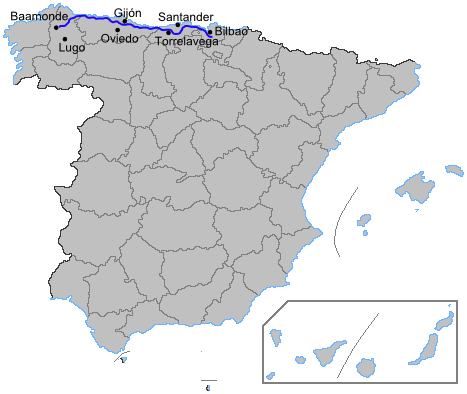
Localisation de l'A-8 sur le territoire espagnol

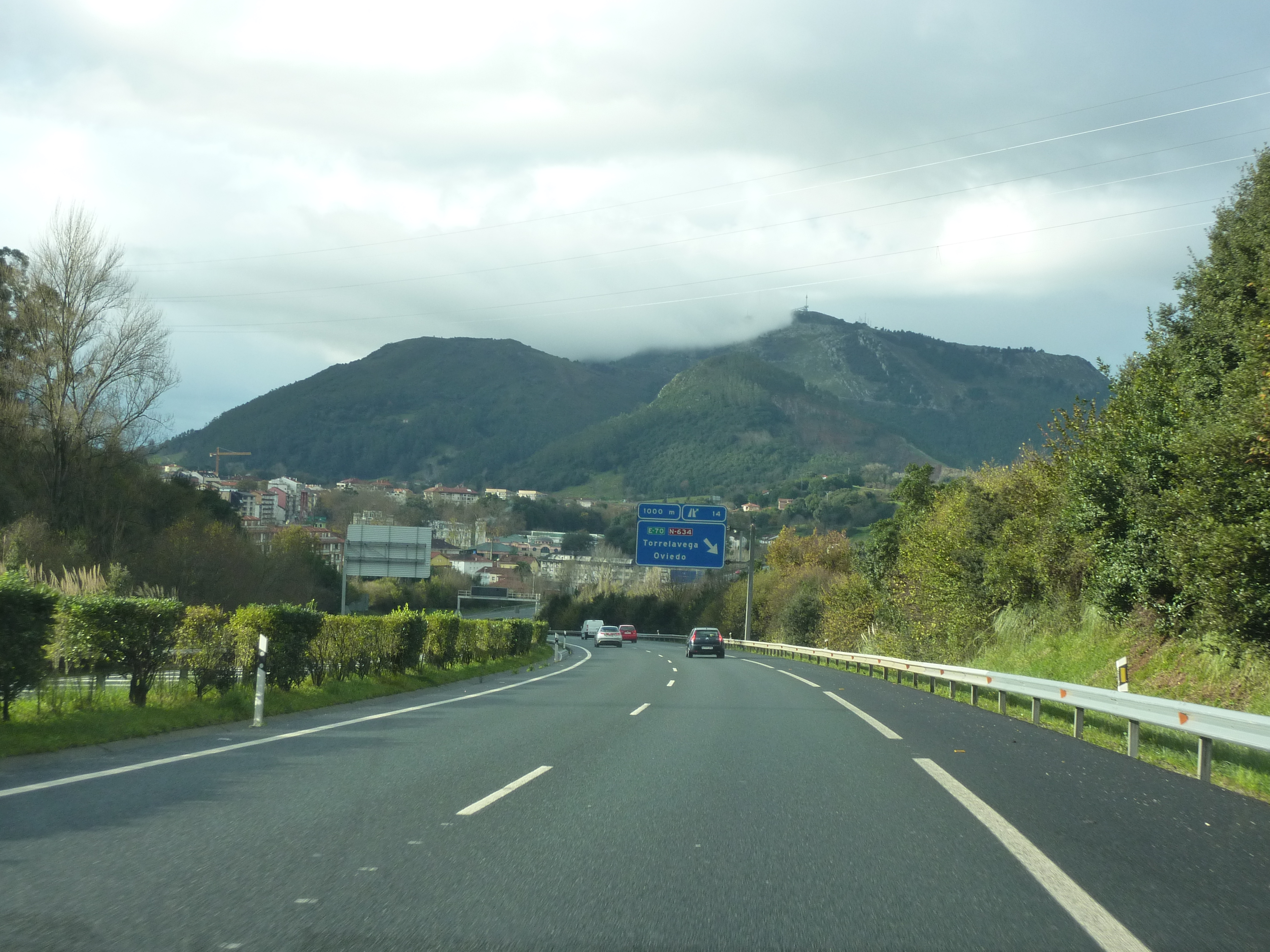
La A-8 à Torrelavega, Cantabrie.

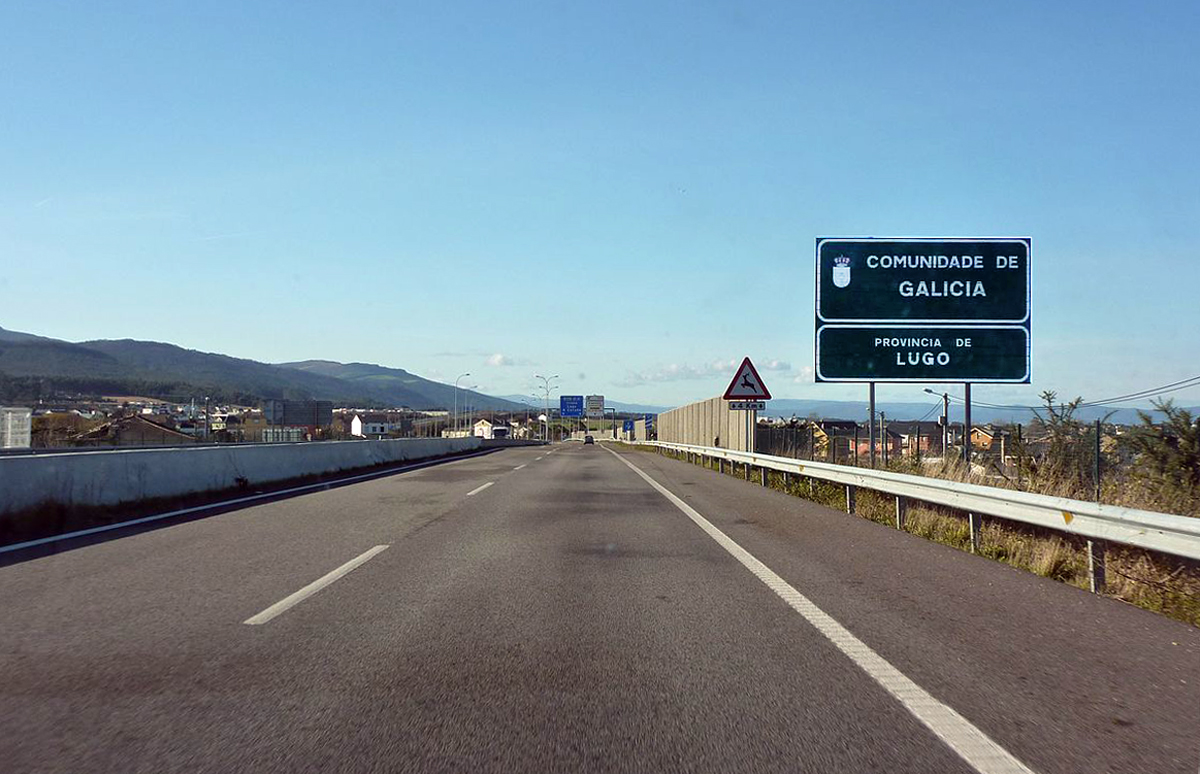
La A-8 à la frontière entre Asturies et Galice.

L’Autovía del Cantábrico A-8 est une autoroute qui longe la côte nord espagnole (côte cantabrique). Elle relie la France à la Galice en passant par le Pays Basque, la Cantabrie et les Asturies.
C'est une autoroute payante entre Bilbao et la frontière française (prolongée par l'A63 en direction de Bordeaux) numérotée AP-8, tandis que les autres tronçons au-delà de Bilbao sont gratuits.

## Tracé
- Quelques kilomètres après le passage de la frontière à Irun, l'AP-8 entame le contournement de Saint-Sébastien qui est en service depuis mi 2010, d'est en ouest où se connecte la N-I en provenance de Vitoria-Gasteiz.
- L'AP-8 est à 2×3 voies entre Irun et l'échangeur avec l'A-15 au sud de Saint-Sébastien, puis entre Saint-Sébastien et Zarautz, ensuite de Berriz jusqu'à Bilbao à l'exception du contournement d'Amorebieta qui est à 2x2 voies, et enfin le contournement sud de Bilbao.
- À hauteur d'Eibar vient se connecter l'AP-1, l'autoroute qui permet de doubler l'A-1/N-I pour la décharger du trafic à destination de Burgos et de la France.
- Les sections payantes se situent entre Saint-Sébastien et la France, entre Zarautz et Durango et le contournement sud de Bilbao.
- La fin de l'AP-8 se situe à l'intersection entre cette dernière et l'AP-68 (Saragosse - Bilbao) au sud de Bilbao. Puis, repart 2 km plus loin pour contourner le sud de Bilbao afin de désengorger sa rocade, qui est interdit aux poids lourds. L'AP-8 se termine en rejoignant l'A-8 de l'autre côté de l'agglomération en direction de Santander. À partir de là, l'A-8 prend le relais pour longer la côte cantabrique.

- L'A-8 débute au sud Bilbao après l'intersection entre l'AP-8 et l'AP-68 où elle fait office de rocade sud pour la ville en desservant les différentes zones de l'agglomération.
- L'A-8 poursuit son chemin le long de la côte Cantabrique jusqu'à Solares (Santander) se détache la S-10 qui permet d'accéder à l'est de Santander depuis l'A-8 lorsque le contournement sera achevée. Elle va double la N-634 au sud de Santander jusqu'à Torrelavega où l'A-67 (Palencia - Santander).
- 130 km plus loin avec le tronçon encore en construction entre Unquera et Llanes, l'A-8 arrive dans l'aire métropolitaine de Gijón, Oviedo et Avilés.

- À hauteur de Villaviciosa, l'A-64 se déconnecte en direction d'Oviedo alors que l'A-8 continue son chemin vers Gijón qu'elle dessert par le sud.
- Au sud de Gijón se détache l'AS-1, l'autovia autonome des Asturies en direction de Mieres (A-66) pour rejoindre le sud en évitant de passer par Oviedo.
- À l'est de Gijón se déconnecte la voie rapide urbaine GJ-81 qui dessert le centre-ville et son port.
- Un peu plus à l'est à hauteur de La Vega débute l'A-66 qui traverse toute l'Espagne par l'ouest jusqu'à Séville.
- L'A-8 arrive à Avilés qui est desservi par la Al-81 (pénétrante-est d'Avilés) à de la ville d'où va se déconnecter la future AS-3 jusqu'à Langreo (AS-1).
- L'autoroute continue de longer la côte jusqu'à Ribadeo où elle double la N-634 jusqu'à Baamonde pour se connecter à l'A-6

## Sorties

### De Biriatou (A63) à Bilbao (AP-8)
- Sortie du territoire français : l'A63 (autoroute de la Côte Basque) en provenance de Bordeaux/Bayonne devient l'AP-8 (Autopista del Cantábrico) +  1 (sortie française de l'A63) Biriatou : Hendaye, Biriatou +  Péage de Biriatou
  - Entrée dans le Pays Basque
- 0 : Irun ( N-I   GI-636 ) - Pampelune ( N-121a ),  Aire de service
- 8  Échangeur autoroutier entre AP-8 et  GI-636  : Irun, Hondarribia, aéroport de Saint-Sébastien, zone commerciale Txingudi +  Péage d'Irun
- L'AP-8 est en 2x3 voies entre  8 et  19
- Aire de service d'Oiartzun (dans les deux sens)
- 11 : Oiartzun, Errenteria ( GI-2134 )
- 12  Échangeur autoroutier entre AP-8 et  GI-20  : Saint-Sébastien, Errenteria, Pasaia
- Tunnels d'Aginaztegi (521 m), Txoritokieta (174 m) et Menditxo (421 m)
- 19  Échangeur autoroutier entre AP-8 et A-15 : Pampelune, Hernani (A-15) - Saint-Sébastien, Astigarraga ( GI-41 )
- Tunnel d'Arizmendi (161m)
- Aire de service de Hernani (dans les deux sens) (km 22)
- Tunnel de Galarreta (80m)
- 24  Échangeur autoroutier entre AP-8 et A-1/ N-I  (de et vers la France) : Tolosa ( N-I  A-1) - Pampelune A-15 - Lasarte-Oria
- Tunnel d'Aritzeta (2640m)
- 27  Échangeur autoroutier entre AP-8 et  GI-20  (de et vers Bilbao) : Saint-Sébastien ( GI-20 ) - Lasarte-Oria, Pampelune A-15 ( GI-11  A-1)
- L'AP-8 est en 2x3 voies entre les  27 et  33
- 33 (de et vers la France) : Orio, Aia ( N-634 )
- 38 : Zarautz, Orio, Getaria ( N-634 ) +  Péage de Zarautz
- Tunnel de Meaga (465m)
- 48 : Zumaia ( N-634 ) - Zestoa, Azpeitia ( GI-631 )
- 54 : Itziar, Deba ( GI-3295 ),  Aire de service d'Itziar (dans les deux sens)
- Tunnels d'Itziar et d'Istina (490m et 196m)
- 64 : Elgoibar, Mendaro ( N-634 ) - Azkoitia ( GI-2634 )
- 69  Échangeur autoroutier entre AP-8 et AP-1 (Vitoria-Gasteiz - Burgos)
- 71 : Eibar, Soraluze ( N-634 )
- 77 : Eibar, Ermua ( N-634 )
- Tunnel de Zaldibar (597m)
- 84  Échangeur autoroutier entre AP-8 et  N-636  : Elorrio ( N-636 ) - Abadiño, Berriz ( N-634 ) - Markina-Xemein ( BI-633 )
- L'AP-8 est en 2x3 voies entre  84 et  97, puis entre  100 et  110
- 88 : Iurreta, Durango ( N-634 ) - Vitoria-Gasteiz ( BI-623 ) +  Péage de Durango
- Aire de repos d'Iurreta (dans les deux sens) (km 88)
- 97 (de et vers la France) : Amorebieta - Gernika ( BI-635 )
- 100 : Amorebieta ( N-634 ) - Gernika ( BI-635 ),  Aire de service d'Amorebieta (dans les deux sens)
- 103  Échangeur autoroutier entre AP-8 et  N-637  : Bilbao-nord,  Artxanda, Aéroport de Bilbao
- 105 : Galdakao ( N-634 ) - Vitoria-Gasteiz ( N-240 )
- 107 (de et vers Bilbao) : Galdakao
- 109 (de et vers Saint-Sébastien) : Bilbao-est ( N-634 )
- 110/111 : Basauri ( BI-625 ) - Vitoria-Gasteiz, Burgos (AP-68)
- Tunnel de Malmasin (1315m)
- 114  Échangeur autoroutier entre AP-68 (Vitoria-Gasteiz - Logroño - Saragosse) et A-8 (Santander - Gijón) (de et vers Bilbao)

### Traversée deBilbao(A-8)
- 114  Échangeur autoroutier entre AP-8/A-8 et AP-68 (de et vers A-6) : Vitoria-Gasteiz - Saragosse
- 115 : Bilbao-Miribilla - AP-8 () + section interdite aux poids lourds jusqu'à  119
- 116 : Bilbao-Zabalburu
- 118 : Bilbao-San Mamés
- 119  Échangeur autoroutier entre A-8 et  BI-636  : Altamira - Balmaseda - AP-8
- 122/123  Échangeur autoroutier entre A-8 et  N-637  : Bilbao-nord - Getxo - Aéroport de Bilbao - Baracaldo
- 124 : Sestao - Trapagaran - Valle de Trapalga - zone commerciale
- 126 (depuis la France et vers les deux sens) : Portugalete, Sestao ( BI-628 )
- 127 : Trapagaran - Ortuella - Portugalete - Sestao - Santurzi (de et vers la France)
- 130  Échangeur autoroutier entre A-8, AP-8 () et  N-644  : Santurtzi, Port de Bilbao ( N-644 ) - début de l'AP-8 en direction de la France

### Traversée de Bilbao (AP-8)
- Section entre  114 et  116 en projet. Déviation par l'A-8 entre  114 et  115.
- 115  Échangeur autoroutier entre A-8 et AP-8 : Bilbao-centre
- Tunnel de Larraskitu (965m)
- Péage de Rekalte (sens Santander-France) +  116 (de et vers Santander) : entrée/sortie obligatoire
- Tunnel d'Arraiz (2273m)
- 119 : Bilbao, Balmaseda ( BI-636 )
- Tunnels de Snata Ageda (2014m), Mesperuza (702m) et Argalario (2150m)
- Péage de Trepagaran (sens Saint-Sébastien-Santander)
- 125A (depuis la France et vers les deux sens) : Portugalete, Sestao ( BI-628 )
- 125B/127 (depuis Santander : sortie par A-8) : Santurzi (de et vers la France) - Trapagaran - Ortuella - Portugalete - Sestao; l'AP-8 rejoint l'A-8
- 130  Échangeur autoroutier entre A-8, AP-8 et  N-644  : Santurtzi, Port de Bilbao ( N-644 ); fin de l'AP-8

### DeBilbaoà Solares
- 130  Échangeur autoroutier entre A-8, AP-8 et  N-644  : Santurtzi, Port de Bilbao ( N-644 ) - début de l'AP-8 en direction de la France
- Aire de service Ugaldebieta (dans les deux sens)
- 131 : Gallarta, Zierbena ( N-639 )
- Pont de la Arena (800 m)
- 136 : Muskiz - La Arena
- 138/140 : El Haya, Onton ( N-634 ) - Cobaron,  Aire de service  + passage du Pays Basque à la Cantabrie
- Section à virages limité à 80km/h entre  139 et  151
- 141/142 : Ontón ( N-634 ),  Aire de service
- 143 (depuis les deux sens) : Saltacaballo ( N-634 )
- 145 : Mioño - Santullán
- 147 : Castro Urdiales - Sámano
- 151 : Castro Urdiales, Allendelagua ( N-634 )
- 153 (de et vers la France) : Cerdigo
- 156 (depuis les deux sens et vers l'A-6) : Islares, Cerdigo ( N-634 )
- Tunnel de Hoz (830 et 855 m)
- 159 (depuis les deux sens et vers la France) : Guriezo ( N-634 )
- 160 (depuis les deux sens) : Sonabia - Oriñón
- 162 : Liendo ( N-634 )
- 168/169 : Laredo, Seña ( N-634 )
- 172 : Laredo ( N-634 )
- 173 : Colindres, Burgos, Logroño ( N-629 )
- 177 : Bárcena de Cicero, Santoña, Treto ( N-634 )
- 182 : Ambrocero, Gama (es), Santoña ( N-634 ) - Montcalian,  Aire de service
- 184 : Beranga ( N-634 ) - Meruelo, Noja, Isla, Ajo ( CA-147 )
- 189 : Praves ( N-634 ) - Hazas de Cesto, Solorzano ( CA-266 )
- Aire de repos Cantanbrie (dans les deux sens)
- 194 : Hoz de Anero ( CA-412 ) - Anero ( N-634 ),  Aire de service
- 195 : Hoznayo ( N-634 ),  Aire de service
- 197 : Villaverde de Pontones, Galizano ( CA-146 ) - Solares, Hoznayo, Entrambasaguas ( N-634 ),  Aire de service
- 199 : Solares +  Échangeur autoroutier entre S-10 et A-8 : Santander

### De Solares à Gijon
- 199 : Solares +  Échangeur autoroutier entre S-10 et A-8 : Santander
- 202 : San Vitores, Pamanes, Lierganes ( N-634 )
- Aire de repos Penagos (dans les deux sens)
- 210 : Penagos, Saron, Obregos ( N-634 ) - Santa Maria de Cayon ( CA-142 )
- 214 : La Penilla, Argomilla ( CA-611 )
- 218/220 : Castañeda ( N-634 )
- 223 : Vargas, Renedo, Santander, Burgos ( N-623 )
- 225 : Zurita, Renedo ( CA-234 ) - Sierrapando ( CA-334 )
- 228  Échangeur autoroutier entre A-8 et A-67 : Torrelavega-sud, Palencia
- Tunnel de Torrelavega (618 m)
- 230  Échangeur autoroutier entre A-8 et A-67 : Santander
- 231 (depuis les deux sens et vers A-6) : Torrelavega-nord
- 232 : Torrelavega-hôpital ( N-634 )
- 234 : Puente San Miguel, Santillana del Mar, Suances ( N-634 ),  Aire de service
- 238 : Quijas ( N-634 )
- 244 : Cabezón de la Sal, Casar de Periedo, Virgen de la Peña, Mazcuerras ( N-634 )
- 249 : Cabezón de la Sal - Comillas ( CA-135 ) - Valle de Cabuérniga ( CA-180 ) - Udias
- Aire de service Caviedes (dans les deux sens)
- 258 : Lamadrid - Roiz ( CA-848 ) - Caviedes ( N-634 )
- 264 : San Vicente de la Barquera, La Acebosa ( CA-843 )
- 269 : San Vicente de la Barquera, Pesués, Los Tánagos ( N-634 )
- 272 : Unquera - Panes - Potes - Picos de Europa ( N-621 ),  Aire de service
- Pont sur le Deva, passage de Cantabrie aux Asturies
- 277 : Colombres, La Franca, El Peral, Buelna ( N-634 )
- Tunnel de Santiuste (350 m)
- 285 : Pendueles, Vidiago ( N-634 )
- 291 : San Roque del Acebal, Andrin ( N-634 )
- 294 : Parres - La Perada - Llanes ( AS-263 )
- 300 : Balmori - Celorio - Porrua - Posada de Llanes
- 303 : Posada de Llanes - Barro - Niembro - Picos de Europa +  Aire de service de la Vega (dans les deux sens)
- 306 : Hontoria - Naves - Villahormes,  Aire de repos Plage de Gulpiyuri (dans les deux sens)
- 312 : Nueva - Cardoso - Pria
- 316 : zone industrielle de Guadamia
- 319 : Ribadesella ( N-632 ) - Arriondas, Cangas de Onís, Picos de Europa ( N-634 )
- Tunnels de Llovio (450 m) et de Tezangos (500 m)
- 326 : Pando - Bones - Ribadesella-ouest ( N-632 )
- Tunnel d'Ordovicico del Fabar (1 500 m)
- 330  : Caravia, Berbes ( N-632 )
- Tunnels de Moris (265 m) et de Duesos (150 m)
- 337 : Colunga ( N-632 ) - Arriondas ( AS-260 )
- Aire de service Colunga (dans les deux sens)
- 346 : Lastres, Venta del Pobre ( AS-257 )
- 353 : Villaviciosa, Rodiles ( N-632 )
- Tunnel sous la ria de Villaciosa (1 000 m)
- 356 : Villaviciosa ( N-632 ),  Aire de service
- 360  Échangeur autoroutier entre A-64 et A-8 : Pola de Siero - Oviedo - León
- Tunnels de Niévares (2 387 m-2 361 m) et de Branaviella (1 239 m-1 214 m)
- 371 : San Miguel de Arroes, Quintes, Quintueles ( N-632 )
- Tunnel d'Infanzon (780 m)
- 374 : Deva - Cabueñes
- Tunnel de Cefontes (528 m)
- 377 : Gijon-Viesques
- 379  Échangeur autoroutier entre A-8 et  AS-I  : Gijon-El Llano - Pola De Siero, Langreo, Mieres ( AS-I ) - Leon(A-66)
- 382/383 : Gijon-sud - Oviedo-nord ( AS-II )
- 383 (de et vers la France) : Tremañes, Somonte ( AS-19 ) - Candas, Luanco ( AS-119 )
- 384  Échangeur autoroutier entre A-8 et  GJ-81  (de et vers A-6) : Gijon ( GJ-81 ) - El Musel ( N-641 )

### De Gijon à l'A-6
- 384  Échangeur autoroutier entre A-8 et  GJ-81  (de et vers A-6) : Gijon ( GJ-81 ) - El Musel ( N-641 )
- 391  Échangeur autoroutier entre A-8 et A-66 : Oviedo - León
- 394 : Zone d'activité +  Aire de service Montico (dans les deux sens)
- 397 : Tabaza - Candas, Luanco ( AS-110 )
- 399/400  Échangeur autoroutier entre A-8 et  Al-81  : Avilés
- 406 : Molleda - Avilés-Villalegre
- 408 : Avilés-ouest, Grado ( AS-237 )
- 413 : Vegarrozadas, Piedras Blancas ( N-632 )
- 417 : Carcedo ( N-632 ) - Aéroport des Asturies ( A-81 )
- 421 : Soto del Barco, Pravia ( AS-16 )
- Viaduc du Rio Nalon (1 103 m)
- 425 : Muros de Nalón, Piñera, Somao ( N-632 )
- Tunnels de Somao (500 m) et San Juan (280 m)
- 431 : Cudillero - San Juan ( N-632 )
- Viaduc de Concha de Artedo (1 200 m)
- 434 : Lamuño - Salamir
- 438 : Oviñana - Soto de Luiña - Valdredo - Albuerne
- 441 : Novellana, Santa Marina ( N-632 ),  Aire de service
- 445 : Ballota, Tablizo ( N-632 )
- Tunnel de Ribon (195 m)
- 450/451 : Cortina - Cadavedo ( N-632 )
- 454 : Canuero, Queirúas, Busto ( N-632 )
- 460 : Barcia, Almuña, Luarca ( N-634 )
- 465 : Luarca, Otur, El Chano, Valtravieso ( N-634 )
- Tunnels de El Rellon (290 m) et El Faro (155 m)
- 474 : Villapedre ( N-634 ) - Anleo - Polavieja - Puerto de Vega
- 477 : Navia ( N-634 ),  Aire de service
- Viaduc de Navia
- Tunnel de Jarrio (725 m)
- 483 : Navia, Jarrio, Coaña-Boal ( N-634 ),  Aire de service
- 488 : La Caridad, Rozadas ( N-634 )
- 493 : Tapia de Casariego, La Roda ( AS-23 )
- 501 : Barres, Castropol, Vegadeo, Lugo ( N-640 ) - Serantes, Tapia de Casariego ( N-634 ),  Aire de service
- Tunnel de Foristo (245 m)
- 504 : Figueras,  Aire de service ,  Aire de repos
- Pont de Los Santos sur la ria de Ribadeo; passage des Asturies à la Galice
- 506 (depuis la France et vers les deux sens) : Ribadeo - Vilaselan
- 508 : Ribadeo - Vigadeo ( N-634 )
- 516 : Reinante, Rinlo ( N-634 )
- 524 : Barreiros ( N-634 ) - Foz, San Cibrao, Viveiro ( N-642 )
- 534 (de et vers la France) : Lourenza ( N-634 )
- 536 : Montoñedo, Lourenza ( N-634 )
- 542 : Riotorto, A Pastoriza ( LU-124 )
- 552 : Abadin, Montoñedo ( N-634 )
- 558 : Abadin ( N-634 ) - Rozas ( LU-113 )
- 563 : Castromaior - Martiñan ( N-634 )
- 569 : Goiriz ( N-634 )
- 575 : Vilalba - Ferrol ( AG-64 )
- 578 : Vilalba - Moman
- 583 : Vilalba ( N-634 )
- 588 : Pigara ( N-634 )
- Échangeur autoroutier entre A-6 et A-8 : La Corogne - Lugo - Madrid